# Медаља части (СРЈ)
Медаља части је било велико одликовање Савезне Републике Југославије и Државне заједнице Србије и Црне Горе. Медаља је установљена 4. децембра 1998. године доношењем Закона о одликовањима СРЈ. Додељивао га је председник Републике, а касније председник Државне заједнице СЦГ. Медаља части има један степен додељује се за дјела личног херојства, изван и изнад захтјева дужности. Законом је предвиђено да правни насљедници могу предати, заједно са указом, медаљу војној музејској установи на трајно чување.

## Историјат
Почетком 1999, Савезна канцеларија за припрему приједлога статута одликовања СРЈ, по позиву је ангажовала одређен број реномираних ликовних умјетника за израду његовог идејног рјешења. Између осталих понуђених рјешења Медаље части, два аутора су привукла пажњу својом оригиналном композицијом. Префесор Универзитета уметности у Београду, академски вајар Зорица Јанковић, је понудила занимљиво идејно рјешење Медаље части кружног облика у коме је уписан рељефни крст (грчког типа). У центру крста је утиснут квадратни медаљон у коме се налази лик славног кучког војводе Марка Миљанова (1833-1901). На наличју медаље је морални и животни кредо овог знамени тог војсковође, јунака и писца: "ЈУНАШТВО ЈЕ БРАНИТИ СЕБЕ ОД ДРУГОГА, А ЧОЈСТВО ЈЕ БРАНИ ТИ ДРУГОГА ОД СЕБЕ". Пројектована величина медаље (пречник 50мм) је требала да се реализује у томбаку са одговарајућом галванизацијом у злату и сребру.
Друго ликовно рјешење предложио је познати новосадски вајар Владимир Лабат - Ровњев, који је аутор усвојених идејних нацрта за још три савремена југословенска одликовања. Његов идејни предлог Медаље части је прихваћен од стране Савезне владе, као коначан изглед инсигније Медаље части. Владимир Лабат је ово Велико одликовање пројектовао, због његовог високог ранга које оно заузима у хијерархији одликовања СРЈ, изнад многих ордена, управо у форми орденске звезде. Тако медаља части по свом оригиналном дизајну осмокраке звезде, која се носи на траци око врата, представља новину у нашим орденским системима.
Ово велико одликовање СРЈ израђено је у техници ковања у Заводу за израду новчаница и кованог новца у Топчидеру, у првој половини 1999, од позлаћеног и посребреног томбака, полихромног транспарентног емајла и златног храстовог вијенца, финоће .585. Златан венац је имала само прва (ратна) емисија. Сви каснији примерци Медаље части имају ову апликацију у виду кружног храстовог венца израђену од позлаћеног томбака. Златан венац има утиснута три жига у своје листове (за финоћу израде, државне контроле и произвођача). Само су четири примјерка ове инсигније израђена са храстовим вијенцем од 14-то каратног злата. На реверсу ове медаље налази се утиснут жиг произвођача-ЗИН.

## Изглед одликовања
Медаља части израђена је у облику осмокраке посребрене звијезде, пречника 55мм, чији су краци зракасти у облику сечива мачева. На звјездастој основи аплициран је златни храстови вијенац, пречника 34мм. У оквиру вијенца је кружни медаљон подијљен на четири поља једнаке величине. Прво и четврто поље покривени су плавим емајлом. На њима је аплициран средњовјековни посребрени мач. На другом црвено емајлираном пољу налази се сребрни крст са четири сребрна оцила (хералдички атрибут федералне јединице Србије). На трећем црвено емајлираном пољу налази се златни лав у ходу(хералдички атрибут федералне јединице Црне Горе). На наличју се налази аплицирана улица са рељефно утиснутим народним орнаментом кроз који је прровучена трака за ношење. Врпца медаље израђена је од моариране свиле тамноплаве боје, ширине 36мм. Медаља части носи се на траци око врата.

## Носиоци одликовања
Медаља части је додјељена од оснивања, крајем 1998. до краја 2001, само деветорици војних лица. Први носилац Медаље части био је потпуковник авијације, пилот Срета (Миленка) Малиновић. Он је одликован Указом тадашњег предсједника Слободана Милошевића,од 29. марта 1999. године, како се наводи, "за дјела личног херојства у одбрани нашег неба за вријеме НАТО агресије". Одликован је и десетар Војске Југославије Бранко (Милисава) Алексић 16. јуна 2001. У току 2002. и 2003. Медаљом части су постхумно одликовани Александар Берић, поручник бојног брода монитора "Драва" и професор Лазар Пантелић "за свесно опредељење да пође у смрт са својим ђацима на стрељању у Крагујевцу 21. октобра 1941.